# Rudi Neufeld
Rudolf „Rudi“ Neufeld (* 8. August 1947) ist ein ehemaliger deutscher Fußballspieler. Der aus der Jugend vom SC Westfalia Herne gekommene Offensivspieler kam in den zwei Runden 1970/71 und 1971/72 in der Mannschaft vom Stadion am Schloss Strünkede auf 60 Einsätze in der damals zweitklassigen Fußball-Regionalliga West und erzielte dabei acht Tore. In der folgenden Runde beim Wuppertaler SV, 1972/73, kam er in der Fußball-Bundesliga unter Trainer Horst Buhtz auf drei Einsätze, ehe er im letzten Jahr der zweitklassigen Regionalliga West, 1973/74, mit Rot-Weiß Oberhausen die Vizemeisterschaft errang und dabei in weiteren 25 Ligaspielen im Einsatz gewesen  und ein Tor erzielt hatte. In den ersten zwei Runden der neu eingeführten 2. Fußball-Bundesliga, 1974/75 und 1975/76, absolvierte Neufeld bei Oberhausen beziehungsweise seinem Heimatverein Westfalia Herne (1975/76) noch 53 Pflichtspiele und erzielte fünf Tore.

## Sportliche Laufbahn
Mit dem Nachwuchsfußballer Rudi Neufeld gewann Westfalia Herne 1969/70 die Meisterschaft in der Verbandsliga Westfalen. Unter Trainer Werner Stahl kam Neufeld auf 14 Einsätze, in denen er vier Tore erzielte. Das entscheidende Spiel gegen Vizemeister FV Hombruch gewann Herne am 10. Mai 1970 vor 12.000 Zuschauern am Schloss mit 3:2, Neufeld stürmte dabei an der Seite von Siegtorschütze Fritz Huth. In der Aufstiegsrunde setzte sich das Stahl-Team gegen die SpVgg Sterkrade 06/07 durch und stieg gemeinsam mit Eintracht Gelsenkirchen in die Zweitklassigkeit der Regionalliga West auf. Am 16. August 1970 debütierte Neufeld bei einem 1:0-Auswärtserfolg bei DJK Gütersloh auf Rechtsaußen in der Regionalliga West. In seinem ersten Heimspiel erreichte Herne am 23. August vor 8.000 Zuschauern ein 2:2-Remis gegen Fortuna Düsseldorf. In den beiden Hinrunden-Heimspielen gegen den VfL Bochum (2:1, ein Tor von Neufeld) im September und gegen den Wuppertaler SV (1:1) im Oktober füllten jeweils 18.000 Zuschauer die Ränge im Stadion am Schloss Strünkede. Am Rundenende belegte Herne den 12. Rang und Neufeld hatte an der Seite des neuen Torjägers Werner Brosda (18 Tore) 30 Spiele (1 Tor) absolviert.
Im zweiten Regionalligajahr, 1971/72, verbesserte sich zwar die persönliche Bilanz von Neufeld auf sieben Treffer, aber Herne belegte den 14. Rang und konnte erst unter dem Nachfolger von Trainer Herbert Burdenski (bis Dezember 1971), Horst Wandolek ab Januar 1972, den Klassenerhalt sichern. Neufeld zeichnete sich dabei am 23. April 1972 beim 2:2-Auswärtsremis bei Viktoria Köln als zweifacher Torschütze aus und beendete die Runde am 14. Mai mit einem 2:1-Heimerfolg gegen Wattenscheid 09 an der Seite von Mitspielern wie Dieter Walendi, Theo Homann und Werner Brosda. Zur Saison 1972/73 unterschrieb er einen Lizenzspielervertrag beim Wuppertaler SV und wechselte damit in die Fußball-Bundesliga.
Zum Team von Trainer Horst Buhtz kamen noch mit Ulrich Gelhard (Wattenscheid 09) und Georg Jung (Tasmania 1900 Berlin) zwei weitere Neuzugänge, sowie aus den eigenen Reihen die zwei Nachwuchsspieler Peter Redder und Klaus Spannenkrebs. Der Mann von Westfalia Herne wurde erstmals am 7. Oktober 1972 bei einer 1:2-Auswärtsniederlage bei Rot-Weiß Oberhausen in der Bundesliga eingewechselt. Es reichte noch zu zwei weiteren Einwechslungen in der Hinrunde gegen Hertha BSC (4:1) und gegen den VfB Stuttgart (4:0), aber danach war das Kapitel Bundesliga für Rudi Neufeld beendet. Da der WSV eine erstklassige Runde absolvierte und überraschend den vierten Rang belegte, Trainer Buhtz im Prinzip mit 12 Spielern den Kreis der Stammbesetzung sehr eng hielt, kamen Neufeld, Redder, Spannkrebs und Detlef Webers (8-1) nur zu sporadischen Einsätzen. Als Sturmspitzen liefen Gustav Jung und Günter Pröpper, im Mittelfeld Jürgen Kohle, Bernhard Hermes, Herbert Stöckl und Heinz-Dieter Lömm auf und Georg Jung war der erste Ersatz. Nach einer Runde in Wuppertal unterschrieb Rudi Neufeld für zwei Jahre bei Rot-Weiß Oberhausen und ging dadurch den Schritt zurück in die Regionalliga West.
In Oberhausen debütierte er unter Trainer Heinz Murach am 23. September 1973 bei einem 3:2-Heimerfolg gegen Preußen Münster auf Rechtsaußen im Regionalligateam des Kleeblattvereines vom Niederrhein; Ditmar Jakobs besetzte das Sturmzentrum und auf Linksaußen stürmte Werner Greth. Am Rundenende erreichte RWO die Vizemeisterschaft und zog damit in die BL-Aufstiegsrunde 1974 ein; Neufeld war in 25 Ligaspielen (1 Tor) aufgelaufen. Überraschend setzte sich in der Aufstiegsrunde der Berliner Vertreter Tennis Borussia durch, mit einem Punkt Vorsprung gegenüber den punktgleichen FC Augsburg und RW Oberhausen. Neufeld war in allen acht Aufstiegsspielen für den Westvize zum Einsatz gelangt. Oberhausen war für die neu startende 2. Fußball-Bundesliga ab der Saison 1974/75 qualifiziert, stemmte sportlich die Herausforderung aber nicht. Mit 27:49 Punkten belegte RWO unter Trainer Alfred Preißler in der Gruppe Nord den 18. Rang und stieg in das Amateurlager ab. Neufeld hatte in 36 Einsätzen zwei Tore erzielt. Nach dem Abstieg kehrte er zur Saison 1975/76 zu seinem Heimatverein Westfalia Herne zurück und verblieb damit weiterhin in der 2. Bundesliga, denn Herne hatte 1974/75 den Aufstieg geschafft.
Der Aufsteiger erreichte den 10. Rang, Torjäger Jochen Abel hatte unter Trainer Heinz Murach in 33 Einsätzen 17 Tore erzielt und Rückkehrer Neufeld in 17 Zweitligaeinsätzen drei Tore für die Westfalia beigesteuert. Im Sommer 1976 schloss sich Neufeld DJK Hellweg Lütgendortmund an und beendete damit seine Laufbahn im Profibereich.